# Montaña Santa Genoveva

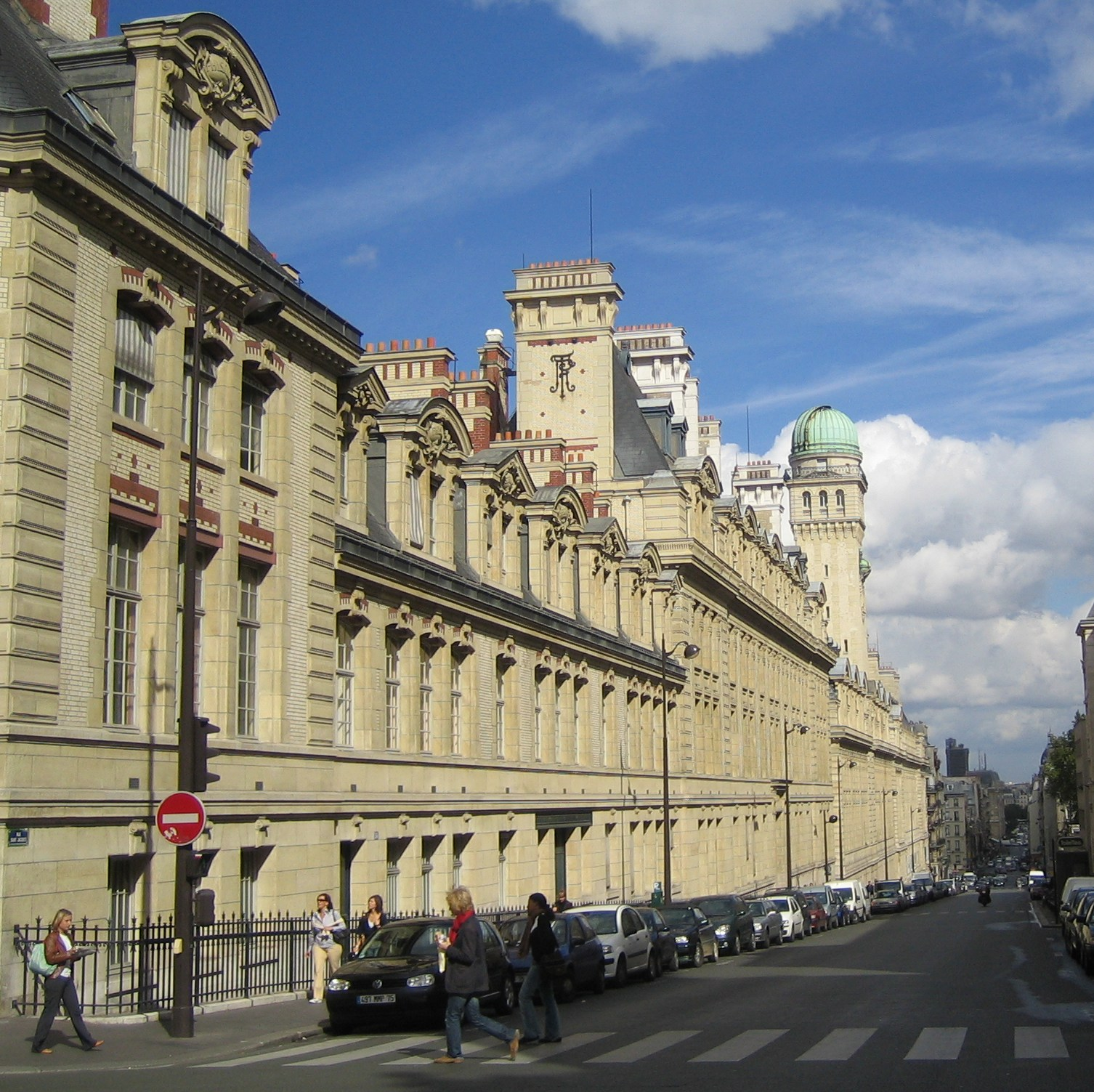
La calle Saint-Jacques y la Sorbona, sobre el costado norte de la Montaña Santa Genoveva.

La Montaña Santa Genoveva (en francés Montagne Sainte-Geneviève) es una colina en el centro de París, situada a las orillas izquierdas del río Sena y del río Bièvre, cerca de su confluencia con el Sena. Esta colina ocupa una gran parte del quinto distrito de París y del Barrio Latino.
Sobre el costado norte de esta colina y hasta llegar al río Sena fueron edificados los monumentos romanos que han subsistido hasta la actualidad: las termas de Juliano y el Anfiteatro. Sobre la cumbre de esta colina Clodoveo I hizo edificar el monasterio de los Santos Apóstoles pero muy pronto comenzó a ser conocida como abadía de Santa Genoveva: allí estaban las tumbas de Clodoveo y de Genoveva.
Hoy día la colina está coronada por el Panteón, mausoleo de las celebridades nacionales.
Las construcciones que se han sucedido en los últimos dos mil años hacen muy difícil la búsqueda del punto más alto geológico , sin embargo, se puede hipotetizar a partir de lo encontrado que los romanos construyeron la antigua ciudad a partir de un plano cuadriculado que se originaba en la cima de la colina. Ese "punto cero" se situaría probablemente al sudeste del Foro, que se corresponde hoy con los números 172 y 174 de la calle Saint-Jacques. En ese sitio la altitud sería de 61 metros por encima del nivel del mar.
- Datos: Q1945520